# 20024 Mayrémartínez
20024 Mayrémartínez là một tiểu hành tinh vành đai chính với chu kỳ quỹ đạo là 1573.3309908 ngày (4.31 năm).
Nó được phát hiện ngày 30 tháng 1 năm 1992.